# 性別指定
性別指定（英語：sex assignment）、性別判定、性別決定。其是指對新生兒性別的判定，通常由助產士、護士或醫師等醫護人員在嬰兒出生時，根據其外生殖器進行檢查後作出判定。在絕大多數情況下（99.95%），性別在出生時可以明確指定。然而，大約每2000個新生兒中會有1個，其生殖器無法清楚顯示為男性或女性，這需要進一步的診斷程序，並推遲性別的指定。
在大多數國家，醫護人員的性別判定以及其他與出生相關的細節，依法會被記錄在正式文件上，並提交給政府以便後續簽發出生證明及用於其他法律用途。
嬰兒的性別特徵不完全符合典型男性或女性定義的「間性」情況，其發生率介於0.018%至1.7%之間。雖然某些間性者情況會導致生殖器模糊（約佔出生的0.02%至0.05%），但其他情況則呈現出明顯的男性或女性外生殖器，可能因此延遲到生命的後期才被發現是間性者情況。
在社會和醫學上，通常假設個人的性別認同會與其出生時指定的性別一致，稱爲性別同一性，使其成為順性別者。然而，對於少數人而言，指定的性別與其性別認同並不一致，稱爲性別不一致，這導致跨性別身份的經歷。在為間性個體指定性別時，一些醫護人員可能會考慮大多數具有相似間性狀況的人所發展出的性別認同，但這種指定可能會隨著該個體的成長而進行調整。
根據聯合國人權事務高級專員辦事處的說法，對間性個體在未經知情同意的情況下進行手術或激素干預以加強性別指定，被視為侵犯人權的行為。

## 術語
性別指定是指在嬰兒出生時根據可觀察的身體特徵來判定其性別。這也被稱為性別判定。
在臨床和醫學領域，像「出生時的性別指定」這樣的術語用於描述出生時判定的性別，而「指定性別」也可能用來指代之後的性別重新決定，這在間性個體中尤其常見。
這些術語在美國精神醫學學會維護的《精神疾病診斷與統計手冊》（DSM）各版本中經歷了演變。最初，DSM第三版使用了「解剖性別」一詞。到1994年的第四版，開始引入「指定性別」這一術語，隨後的版本也使用了「生物性別」和「出生性別」。2022年的最新修訂版對語言進行了簡化，統一使用「性別指定」。
2006年的一份關於間性狀況的共識聲明也採用了「指定性別」和「判定性別」這些術語。性別通常被指定為男性或女性，進而衍生出一些特定的術語：
- 出生時被指定男性（Assigned male at birth, AMAB）：是指处于任何年龄阶段且不论当前性别状况如何，其性别在出生之际被指定为男性的个体。通常縮寫為 AMAB（Assigned Male at Birth）。同義詞包括「出生時指定為男性」（male assigned at birth，MAAB）和「出生時分配為男性」（designated male at birth，DMAB）。[21][22]

- 出生時被指定女性（Assigned female at birth, AFAB）：是指处于任何年龄阶段且不论当前性别状况如何，其性别在出生之际被指定为女性的个体。通常縮寫為 AFAB（Assigned Female at Birth）。同義詞包括「出生時指定為女性」（female assigned at birth，FAAB）和「出生時分配為女性」（designated female at birth，DFAB）。[21][22]

- AGAB：為「出生時指定性別」（Assigned Gender At Birth）的縮寫。[23]

性別指定術語的更廣泛採用引發了公眾辯論和批評。數學家艾倫·索卡爾和生物學家理查德·道金斯對「出生時指定」的術語表示反對。在2024年《波士頓環球報》的一篇專欄文章中，他們主張性別是一種「客觀的生物學現實」，由受孕時決定並在出生時被觀察到，而非被指定。他們認為，使用「指定」這一術語是「走向極端的社會建構論」的例子，扭曲了科學事實，並可能削弱公眾對醫療機構的信任。
在對具有間性狀況的新生兒使用「性別指定」這一術語上達成了共識。出生時觀察到的染色體性別與指定的性別可能會出於醫學原因而有意不同（基於對其未來心理社會和性心理健康的預測）。

## 生殖器外傷和間性情況的性別指定

### 生殖器外傷和难以判断性别的情况下的应对措施

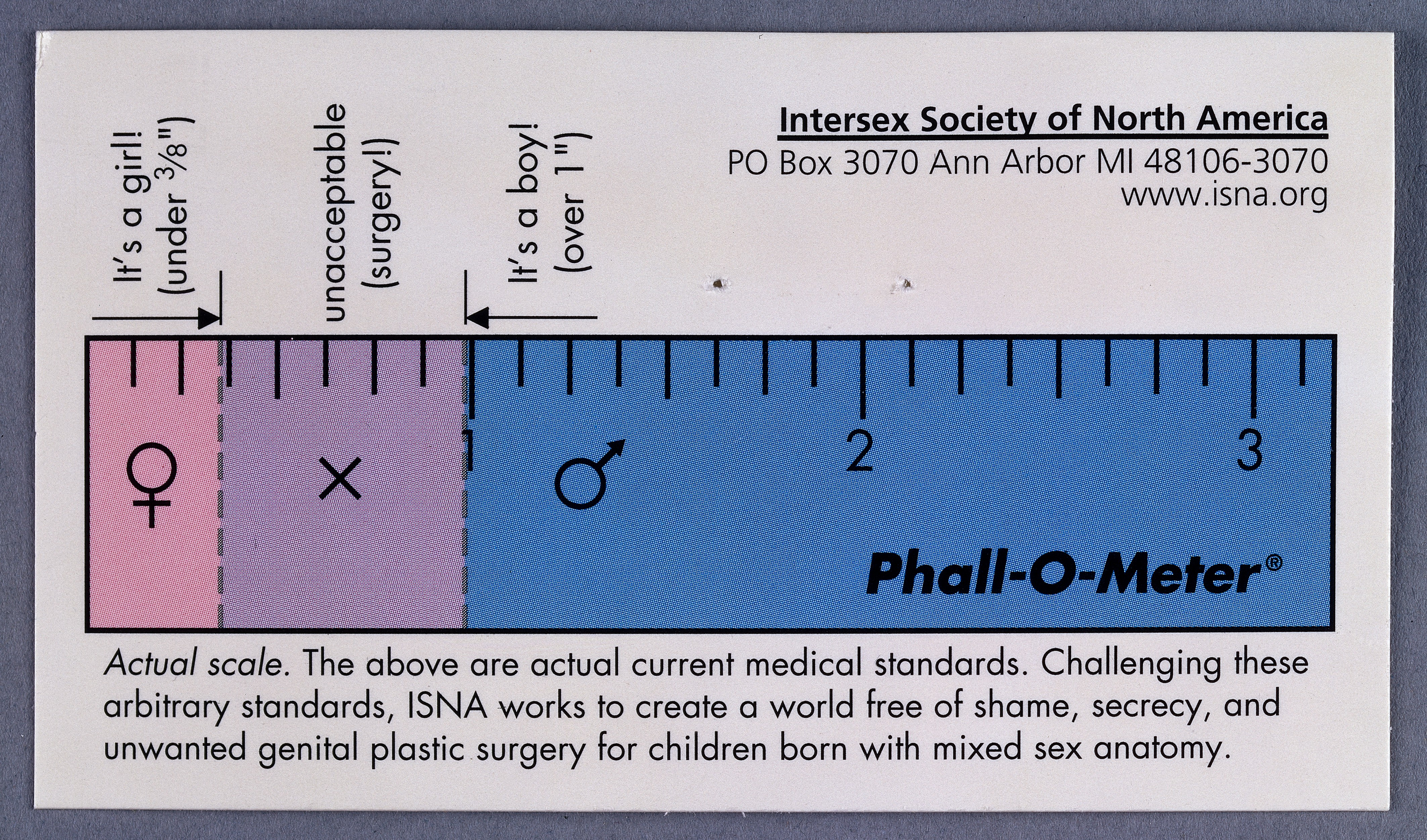
「陰莖長度測量儀」（Phall-O-Meter）对出生时恰当的阴蒂和阴茎长度的临床评估以及模糊生殖器的定义进行了严肃的批判。该测量仪基于苏珊・凯斯勒（Suzanne Kessler）所发表的研究成果。

对于拥有性別發育多樣性（DSDs）新生儿的父母而言，应当提供充足的信息，以便其全面了解相关疾患。同时，也需给予心理方面的支持与关怀。当新生儿呈现出非典型性别特征，或者由于事故致使外生殖器受损，又或者在男女二元划分的性别判定中面临困境时，许多国家的法律依旧要求必须在法律层面确定为男性或女性之一。
生殖器外傷案例包括著名的大衛·利馬，在利馬17個月時由於包皮環切術出现意外而导致生殖器受损。該案中性學家約翰·曼尼声称成功将一名因割礼事故致使阴茎损毁的 17 个月大男孩重新判定为女性。然而，后续事实证明这一声称在很大程度上存在错误。該名當事人大衛·利馬，後來認同自己為男性。
具有模糊生殖器的出生案例比例约为每 2000 至 4500 例出生中就有 1 例（0.05% 至 0.02%）。典型的示例包括在看似正常的女孩中，阴蒂异常突出，或者在看似正常的男孩中，完全隐睾症。在大多数此类情况下，会暂时指定一个性别，并告知父母将进行测试以确认较显著性别。此类情况中的常见测试包括骨盆超声检查以确定子宫的存在、睾酮或17α-羥孕酮水平检测，和 / 或核型分析。在一些案例中，还会咨询小儿内分泌学家来确认暂定的性别指定。在这些情况中，性别指定的确认通常会在数小时到数天内得到完成。
有些婴儿出生时性别特征具有较大的模糊性，使得性别指定成为一个更为漫长的过程，需要进行多项测试并对父母进行关于性别分化的深入教育。在某些情况下，可以预见孩子在成长过程中可能面临身体上的困难或社会污名，因此决定指定的性别需要权衡每种选择的优势与劣势。間性者维权人士批评这些对婴儿和儿童进行的「正常化」手术，因为这些个体无法获得知情同意。
在德国，自 2018 年便已制定相关法律，准许将新生儿的性别登记为「其他」（德语表述为「divers」）。此外，新西兰、奥地利等国家亦允许在出生证明上选择未确定或者第三性别。出生之时以非男女性别选项进行登记注册的间性儿童，在其性别认同得以发展之后，可以选择男性、女性或者其他性别。此种做法的目的在于避免在出生之际基于不明确的特征来判定性别，从而防止出现未来与性别认同不一致的状况。

### 歷史
在歐洲社會中，羅馬法、後古典時期的教會法以及後來的普通法，將個人的性別分類為男性、女性或雌雄同體，并依据最为显著的主导特征来确定其作为男性或女性所应享有的法律权利。在罗马法的框架下，雌雄同体必须被归类为男性或女性。12 世纪的《格拉提安教令集》规定：「雌雄同体的人作為遺囑見證人，取決於哪一種性別佔優勢。」作为普通法的基础，16 世纪的《英格蘭法律原理》描述了雌雄同體可根據「佔優勢的性別」繼承財產，無論是以男性還是女性的身份。数个世纪以来，性别指定受到质疑的法律案例始终有所记载。
隨著間性的醫療化，性別指定的標準在過去幾十年中不斷演變。這種演變受到了臨床對生物因素和診斷測試理解的進步、手術技術的改變、潛在併發症的日益明晰，以及成長於各種間性狀況下的成年人的結果與意見的影響。
在1950年代之前，性別指定幾乎完全基於外生殖器的外觀。儘管醫生意識到存在一些情況，表現出的第二性徵可能與個體的指定性別不一致，或者性腺性別與外生殖器性別不匹配，然而由于当时对此类情况的理解有限，且在婴儿期进行诊断的能力极为有限，所以在大多数情况下无法预测未来的发育情况。
在1950年代，內分泌學家對主要的間性狀況諸如先天性腎上腺增生症雄激素不敏感症候群以及混合性腺发育不全等有了初步的基本认知。可的松的發現首次使得嚴重先天性腎上腺增生的新生兒得以存活。新的激素檢測和核型分析使得對嬰兒期的診斷更為準確，並且能夠預測未來的發育情況。
性別指定不再僅僅是選擇以什麽樣的性別撫養，也開始包括手術治療。隱睾可以被下降至陰囊。過度增大的陰蒂可以被切除至通常的大小，但創造陰莖的嘗試未成功。約翰·莫尼和其他有爭議的案例認為，孩子們更有可能發展出與撫養性別一致的性別認同，而非由染色體、性腺或激素決定。由此產生的醫療模式被稱為「最佳性別模式」（Optimal Gender Model）。

### 爭議
针对性别特征非典型的新生儿，在历史上曾开展过符合其被指定性别的典型特征的医疗干预举措。此种做法被视作严重的侵犯人权行为。即便在不存在紧急或医疗必需的状况下，医生与父母，甚至在某些情形中仅由医生做出决定，对新生儿施行外生殖器的重塑、内生殖器的摘除或者性激素疗法。特别是，鉴于新生儿无法对性别指定手术或激素治疗予以同意，再加上手术可能引发终生的并发症，这些行为遭到了广泛批判。然而，依据新生儿性别分化的具体情况，有时可能需要进行紧急医疗干预，故而明确的区分必要性就显得尤为关键。
2011 年，一位出生时被指定为男性的德国女性克里斯蒂安娜·福林（患有先天性肾上腺增生症）提起诉讼，声称其在 18 岁时未经同意亦未给予解释的情况下被摘除了子宫和输卵管，进而要求获得损害赔偿。该案件乃是世界上首例此类案件获得胜诉的范例。2015 年，欧洲委员会认定，对具有非典型身体特征的个体实施未经同意的性别指定手术属于侵犯人权的行为，并对将所谓「间性」或身体特征的多样性一概进行病理化处理的做法提出批评。同年 4 月，马耳他成为世界上首个基于身体完整性和身体自主权原则，将未经同意的性別特徵改变确定为违法行为的国家。此项法律受到了相关当事人团体的积极评价。

## 性別重新決定
出生时的性别判定基于以下假设进行：新生儿身体的第一性徵所關聯的性別、该儿童青春期时将经历的第二性征所關聯的性別，以及未来其自我认同的性别（即性别认同，或称性別同一性）都将一致。然而，实际上约有1%的人群中，出生时判定的性别与其性别认同不一致，这类人被称为跨性别者或稱性別不一致。相对的，出生时指定的性别与性别认同一致的人被称为顺性别者。
在具有性別發育多樣性（DSDs，即间性）的人群中，同样存在跨性别者。然而，DSDs与跨性别是两个不同的概念。2023年的一项研究显示，在612名跨性別男性中，有9人（1.5%）被诊断为间性；在215名跨性別女性中，有4人（1.9%）被诊断为间性。另有研究表明，约8.5%至20%的间性者会经历性别不安。根据「澳大利亚間性者权组织」（Intersex Human Rights Australia）2015年的调查，四分之一的间性受访者表示其性别认同为「女性或男性」之外的其他类别。
尽管许多国家正在推进允许跨性别者重新決定出生时判定性別的相关立法，然而制度性障碍和结构性歧视依然普遍存在，这一问题受到持续关注。

## 性別指定要求面臨的挑戰
近年来，在法律层面上对于必须指定性别的要求正日益受到跨性別、變性者及間性者士的诸多挑战。一份为荷兰安全与司法部所撰写的报告明确指出：「性别愈发被视作一种‘敏感的’身份特征，然而迄今为止，在隐私法规中并未被视作敏感特征或者受到相应保护。」澳大利亚政府的指导方针表明：「各部门和机构在进行指定性别或性别认同信息的收集工作时，务必确保该信息的收集是具有必要性的，或者与该机构的职能及活动直接相关。」
性别登记于 1811 年在荷兰被引入，當時是为了应对与性别相关的权利和义务，例如兵役。虽然诸多与性别相关的法律规定已不复存在，但是出于包括「加快身份识别程序」在内的缘由，这些规定仍被保留。